# Lecture publique (politique culturelle)
Cet article concerne la politique culturelle de la lecture publique. Pour l'acte de la lecture publique, voir Lecture publique.
En France, la "lecture publique" est une politique publique conçue et mise en œuvre par le Gouvernement provisoire de la République française (GPRF) en application de l'article 5, du Programme du Conseil national de la Résistance se fixant pour objectif d'offrir « La possibilité effective pour tous les enfants français de bénéficier de l’instruction et d’accéder à la culture la plus développée, quelle que soit la situation de fortune de leurs parents, afin que les fonctions les plus hautes soient réellement accessibles à tous ceux qui auront les capacités requises pour les exercer et que soit ainsi promue une élite véritable, non de naissance mais de mérite, et constamment renouvelée par les apports populaires.»
Cette politique s'est poursuivie jusqu'en 1975, date à laquelle, à l'issue de la dissolution de la Direction des bibliothèques et de la lecture publique, le terme a progressivement désigné l'ensemble des actions des bibliothèques publiques.
Depuis le 21 décembre, la Loi du 21 décembre 2021 relative aux bibliothèques et au développement de la lecture publique, précise les objectifs et les conditions de mise en œuvre de cette politique dans les bibliothèques publiques des collectivités locales.

## Histoire de la définition française
L’idée de créer un réseau complémentaire de bibliothèques couvrant l’ensemble du territoire est développé par Condorcet dans son Projet de décret sur l’organisation générale de l’instruction publique qu’il présenta à l’Assemblée nationale législative, les 20 et 21 avril 1792.
La bibliothèque est présentée par Condorcet comme un complément indispensable de la transmission des connaissances afin de « protéger les savoirs contre les pouvoirs », et par conséquent de « se garder d’assujettir l’instruction publique aux volontés particulières », mais aussi de préserver l’instruction de « l’utilité immédiate »
Bien que le projet de Condorcet ait largement inspiré les lois sur l’école primaire de 1881-1882, la IIIe République ne développa son volet sur les bibliothèques au-delà des recommandations sur la constitution des bibliothèques d’école, dont certaines, ouvertes au public formeront la base de nombreuses bibliothèques communales.
À partir de 1918, les œuvres américaines venues au secours de la France dévastée popularisèrent le modèle de bibliothèques publiques des États-Unis. Le 12 novembre 1924, le Book Committee on Children’s libraries, ouvrait, la bibliothèque de « l’Heure joyeuse », première bibliothèque destinée aux enfants.
Pour Eugène Morel, président de l’ABF de 1918 à 1919, la bibliothèque fut alors non seulement le complément naturel de l’instruction publique, mais aussi une « école de la deuxième chance » : « L’école s’est parfois trompée. Soit par misère, maladie de jeunesse, éloignement des centres, inaptitude aux formules de l’enseignement, erreur des maîtres, erreur des élèves ou des parents, tous n’ont pas profité de l’école […] la bibliothèque répare »
Cependant en dépit de la création de bibliobus par Henri Vendel, président de l’ABF de 1938 à 1940, il faudra attendre 1945 le mouvement de construction de bibliothèques publiques restera limité et l’accès aux collections des bibliothèques universitaires peu accessible à d’autres qu’aux professeurs et enseignants.

## Une politique publique issue du Conseil National de la Résistance
La « lecture publique » apparait comme une politique publique de l’État avec la création de la Direction des bibliothèques de France et de la lecture publique (DBLP), créée par le décret du 18 août 1945 organisant la Direction générale des Arts et Lettres (DGAL) au sein du ministère de l'Éducation nationale. Cette direction fut chargée de mener une politique d'ensemble en normalisant et en coordonnant l'activité des différentes catégories de bibliothèques. Son premier directeur, Marcel Joseph Bouteron fut chargé de toutes les questions concernant l’organisation et le fonctionnement des bibliothèques françaises (bibliothèques nationales, universitaires, municipales classées et les bibliothèques des grands établissements scientifiques). La création de la DBLP fut suivie le 13 septembre 1945 de celle de l’Inspection générale des bibliothèques.
La direction s’employa aussitôt à la reconstruction des bibliothèques sinistrées, la modernisation et réorganisation des bibliothèques universitaires, l’élaboration des statuts des différentes catégories du personnel, organisation de la formation, de l'information et de la documentation professionnelles, développement des relations internationales. Ce fut à sa demande que la nouvelle direction fût dotée d'un service technique qui en liaison avec l’inspection générale s’attacha au progrès de toutes les questions liées au classement, à l’établissement de catalogues, à la conservation et la communication des documents, à l’élaboration et la diffusion des règlements, à la formation du personnel technique et scientifique, et que, le 2 novembre 1945. furent créées les bibliothèques centrales de prêt des départements
À partir du 12 mars 1946, ce travail fut poursuivi par Julien Cain, qui cumula sa charge d'administrateur général de la Bibliothèque nationale directeur des Bibliothèques de France et de la Lecture publique, double charge reprise en 1964 par Étienne Dennery.
En 1973, Étienne Dennery entreprit de se saisir du développement de l’informatisation des catalogues pour harmoniser « l’activité des différentes bibliothèques dans l’ensemble du pays », de façon à faire converger le développement des collections et la conservation, de façon complémentaire. Cette mission fut confiée au bureau pour l’automatisation des bibliothèques créé en 1971, qui travailla au projet d’un Catalogue national centralisé (Canac) destiné à permettre la coordination de la mécanisation du catalogage, à l’établissement d’une bibliographie courante française et à l’échange d’enregistrements magnétiques avec les autres nations ». Le Canac devait contribuer à « la mise en place de réseaux d’information » et à « l’amélioration de la gestion des bibliothèques ». Organisé « autour d’une direction de ministère unique et de la Bibliothèque nationale », le dispositif de lecture publique regroupait « les services techniques et les instruments de travail, tels la Bibliographie de la France ou les catalogues collectifs » et la tutelle de l’École nationale supérieure de bibliothécaires (ENSB), créée en 1963. Les bibliothèques fonctionnaient ainsi « déjà sous forme de réseau », ce qui leur permettait d’être « relativement bien préparées à réaliser leur tâche nouvelle ». En 1975, au moment où commençait le mouvement de construction de bibliothèques publiques, ce programme fut interrompu par la suppression de la DBLP, dont les services furent répartis entre le ministère de l’Éducation et celui de la Culture avec des objectifs distincts, voire opposés par la combinaison d’un dogmatisme idéologique et les inévitables logiques bureaucratiques de la préservation de chasses gardées. Cette mesure s’est traduite par l’abandon du programme du Canac et par l’éclatement des moyens et des compétences entre le ministère de l’Éducation nationale et celui de la Culture.
Sous le double effet de l’éclatement de la DBLP et des compétences accrues des collectivités locales, le terme de « Lecture publique » a progressivement désigné, non plus une politique définie, mais l’ensemble des actions et pratiques mises en œuvre par les bibliothèques publiques, volontiers définies, à contresens avec le fondement même de la politique publique dont elle tirait son nom, en opposition à la lecture scolaire et universitaire.

## La loi du 21 décembre 2021 relative aux bibliothèques et au développement de la lecture publique
Lire en ligne

lire en ligne

La loi n° 2021-1717 du 21 décembre 2021 relative aux bibliothèques et au développement de la lecture publique , dite loi Robert (du nom de Sylvie Robert, sénatrice), est une loi, première loi statuant sur les bibliothèques. La loi donne un cadre législatif précis aux bibliothèques municipales et départementales dans le code du patrimoine. Elle conforte leur rôle et leurs missions et le développement de la lecture publique.

### Historique
La loi est novatrice : rien de ce qu’elle contient n’était auparavant dans la loi. Elle arrive plus de 20 ans après la loi sur les archives et celle relative aux musées de France.

#### Processus de création de la loi
Déposée au Sénat en février 2021, la proposition de loi de Sylvie Robert (Groupe socialiste, écologiste et républicain, Ille-et-Vilaine)La loi est adoptée à l'unanimité par l'Assemblée nationale et par le Sénat. La loi entre au Journal officiel le 22 décembre 2021,,.

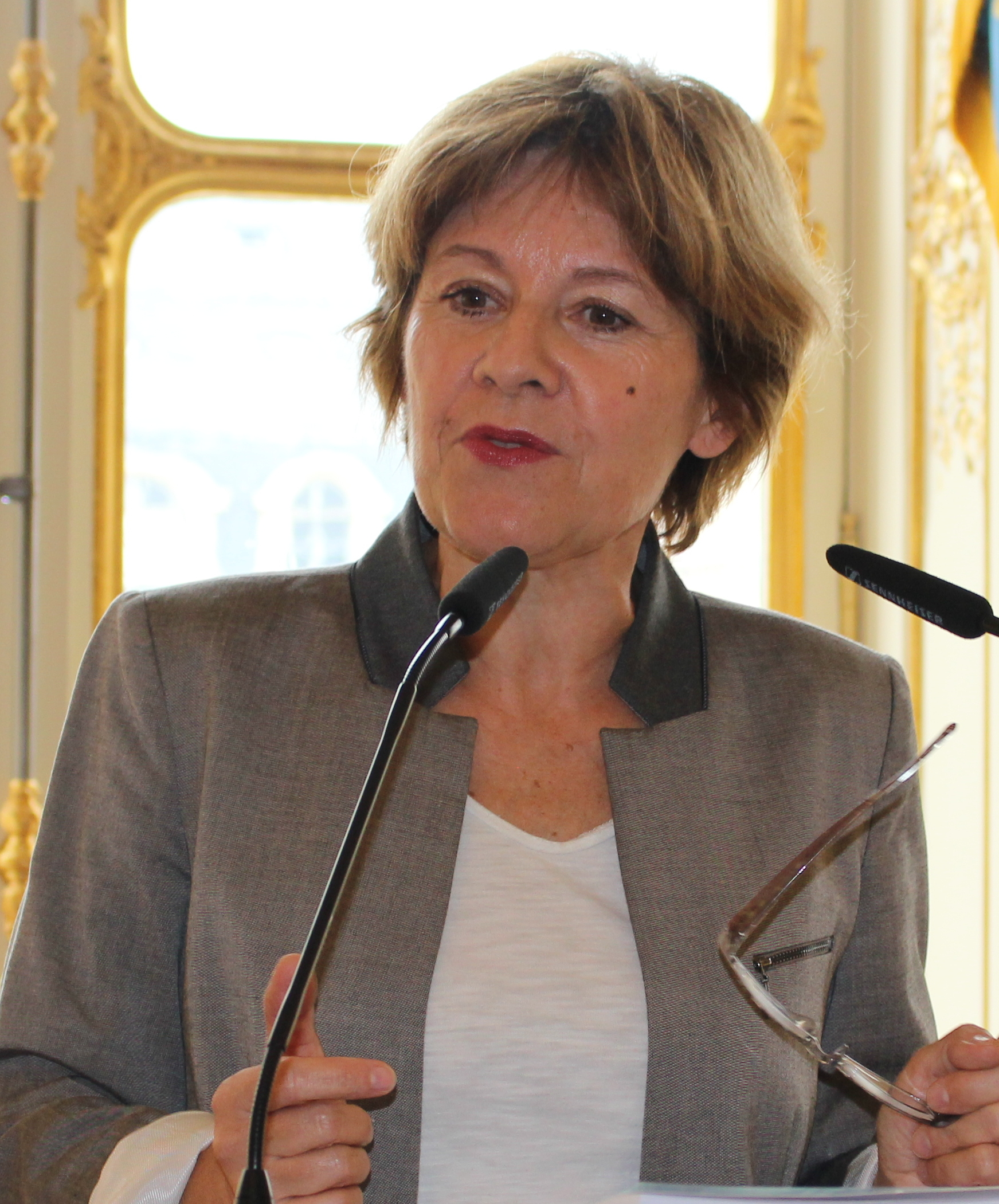
Sylvie Robert en 2015

### Application
Cette loi concerne, sauf le dernier article, les seules bibliothèques relevant des collectivités territoriales. La loi donne un cadre législatif précis aux bibliothèques municipales et départementales dans le code du patrimoine. Elle conforte leur rôle et leurs missions et le développement de la lecture publique,. C’est une loi d’incitation plutôt que d’obligation, qui n'a pas engendré de décret.

#### Objet
La loi a pour objet :
- de définir ce qu'est une bibliothèque municipale ou intercommunale et d’en préciser ses missions (égal accès de tous à la culture, à l'information, à l'éducation, à la recherche, aux savoirs et aux loisirs et développement de la lecture) ;

- de consacrer la liberté et la gratuité d'accès aux bibliothèques municipales et intercommunales ;
- d'affirmer le principe de pluralisme et de diversité des collections des bibliothèques (multiplicité des connaissances, des courants d'idées et d'opinions et des productions éditoriales) ;
- de renforcer la politique de lecture publique (couverture territoriale, mise en réseau...) ;
- de préciser les missions des bibliothèques départementales, en les confortant dans leur rôle d’assistance et de soutien aux bibliothèques communales et intercommunales.

La loi rappelle tout d’abord la nature et la vocation d’une institution dont la fonction est de constituer, conserver et communiquer « des collections de documents et d'objets, sous forme physique ou numérique définies à l'article L. 310-3 », à savoir «de livres et des autres documents et objets nécessaires à l'accomplissement de leurs missions, tels que des documents sonores et audiovisuels. »
Un tel objectif étant incompatible avec toute forme de censure, la loi dispose que ces missions doivent s'exercer « dans le respect des principes de pluralisme des courants d'idées et d'opinions, d'égalité d'accès au service public et de mutabilité et de neutralité du service public.». Pour lever toute ambiguïté, la loi précise encore que « Les collections des bibliothèques des collectivités territoriales ou de leurs groupements sont pluralistes et diversifiées ». Ce qui signifie qu’elles « représentent, chacune à son niveau ou dans sa spécialité, la multiplicité des connaissances, des courants d'idées et d'opinions et des productions éditoriales ». Elles doivent par conséquent « être exemptes de toutes formes de censure idéologique, politique ou religieuse ou de pressions commerciales et « régulièrement renouvelées et actualisées.»

#### Chapitre 1er
Le chapitre Ier (articles 1 à 8) de la Loi n° 2021-1717 du 21 décembre 2021 relative aux bibliothèques et au développement de la lecture publique est consacré à la définition des bibliothèques et de leurs principes fondamentaux. Il dispose que la mission des bibliothèques des collectivités territoriales ou de leurs groupements est de « garantir l'égal accès de tous à la culture, à l'information, à l'éducation, à la recherche, aux savoirs et aux loisirs ainsi que de favoriser le développement de la lecture ».
L’offre d’une bibliothèque ne constituant pas un stock de « produits culturels », mais une collection, c’est-à-dire une politique documentaire cohérente et organisée, elles sont tenues de formuler explicitement les « orientations générales de leur politique documentaire » et les actualiser régulièrement.
Comme il convient que les bibliothèques œuvrent à la rencontre entre les collections et la population qu’elles ont pour mission de desservir, celles-ci «Conçoivent et mettent en œuvre des services, des activités et des outils associés à leurs missions ou à leurs collections », et en « facilitent l'accès aux personnes en situation de handicap ». Afin de mieux assurer l’égalité sociale en matière de connaissance, « elles contribuent à la réduction de l'illettrisme et de l'illectronisme ». Dans ce but, elles coopèrent avec les organismes culturels, éducatifs et sociaux et les établissements pénitentiaires. Ces actions de médiation « visent à garantir la participation et la diversification des publics et l'exercice de leurs droits culturels », notamment en participant « à la diffusion et à la promotion du patrimoine linguistique » et en transmettant « aux générations futures le patrimoine qu'elles conservent », afin de contribuer « aux progrès de la connaissance et de la recherche ainsi qu'à leur diffusion ».
Ces orientations documentaires et ces «partenariats avec les organismes culturels, éducatifs et sociaux, les établissements pénitentiaires et les établissements d'accueil de la petite enfance peuvent et doivent ainsi être présentées « devant l'organe délibérant de la collectivité territoriale ou du groupement », ces présentations pouvant être suivie d'un vote de l'organe délibérant. »
S’agissant de l’'accès aux bibliothèques municipales et intercommunales, la loi précise que leur accès est libre, que « la consultation sur place de leurs collections sont gratuits. », et que leurs ressources sont « rendues accessibles à tout public, sur place ou à distance. »
Le lien avec le projet initial de lecture publique est réaffirmé par :
- La volonté de pérenniser l’existence des bibliothèques départementales en disposant que « les départements ne peuvent ni les supprimer, ni cesser de les entretenir ou de les faire fonctionner.»
- L’exigence de qualification « Les agents travaillant dans les bibliothèques des collectivités territoriales ou de leurs groupements présentent des qualifications professionnelles nécessaires à l'exercice des missions», et notamment leur aptitude à consister une collection et en maitriser suffisamment les contenus pour pouvoir en assurer la cohérence et la diversité intellectuelle
- La mise en réseau des ressources, par la mission impartie aux bibliothèques départementales, non seulement de « proposer des collections et des services aux bibliothèques des collectivités territoriales ou de leurs groupements et, le cas échéant, directement au public », mais encore de « renforcer la couverture territoriale en bibliothèques, et de «contribuer à la formation des agents et des collaborateurs occasionnels des bibliothèques des collectivités territoriales ou de leurs groupements » afin d'offrir un égal accès de tous à la culture, à l'information, à l'éducation, à la recherche, aux savoirs et aux loisirs » .

Certes, ces dispositions ne s’accompagnent pas de la reconstitution d’une direction unifiée des bibliothèques et de la reconstitution d’une inspection spécialisée des bibliothèques, et le contenu des formations professionnels est laissé à l’appréciation des organismes qui en on la charge. Toutefois, la loi fixant le cadre et le contenu de la lecture publique, la fourniture des métadonnées bibliographique et d’autorité de la BnF aux bibliothèques des collectivités locales et le rapprochement de la politique bibliographique de la BnF et de l’ABES dans le cadre la transition bibliographique rendent désormais envisageable le projet d’Étienne Dennery d’il y a un demi-siècle de fédérer l’action des bibliothèques communales, universitaires et spécialisées grâce à l’informatisation normalisée des catalogues permettant ainsi le partage et la complémentarité des bibliothèques imaginé par Condorcet il y a plus de deux siècles.

## Ailleurs: la lecture publique au Québec jusque dans les années 1970
L’histoire de la lecture publique au Québec est liée à celle des bibliothèques publiques. La création de la Bibliothèque de Québec (Quebec Library) en 1779 à l'initiative du gouverneur Frederick Haldimand, peut être considérée comme le point de départ de la lecture publique au Québec. À partir de la seconde moitié du XIXe siècle, Montréal, qui dès 1870 franchit le cap de 100 000 habitants, devient petit à petit une ville où on lit. La création de deux bibliothèques à Montréal en 1844, atteste de ce mouvement. Louis-Georges Harvey souligne qu’à partir de cette période la lecture publique cessait d’être l’affaire d’une élite pour inclure d’autres couches sociales. L’Église catholique francophone met en place les bibliothèques paroissiales à partir de 1840. Comme on pouvait s’en douter, si les infrastructures de lecture publique se multiplient, la lecture est bien mise sous le contrôle de l’Eglise. L'Œuvre des bons livres, fondée par le curé de Montréal et supérieur de Saint-Sulpice, Joseph-Vincent Quiblier, se consacrait à répandre les bons livres «pour faciliter et étendre l'instruction religieuse». Le bibliothécaire était considéré comme « le gardien moral des lectures de la société, comme le médecin des âmes ».
Il a fallu attendre le début de la Révolution tranquille pour que la lecture publique devienne une affaire d’Etat au Québec. Une politique de lecture publique va émerger à partir des années 1960. C’est en 1959, en effet, que la province allait adopter sa première loi sur les bibliothèques publiques avant de créer un an plus tard le Service des bibliothèques publiques.
Au cours des années 1960-1970, les autorités québécoises ont entrepris de nombreuses actions pour promouvoir la lecture publique sur le territoire. Le ministère des Affaires culturelles, créé dans la foulée, soit en novembre 1961, favorise la création des bibliothèques municipales à travers des subventions accordées aux municipalités. Le deux premières bibliothèques centrales de prêt (BCP), en Mauricie et en Outaouais ont vu le jour à la faveur de cette dynamique. A la fin des années 1970, Québec compte plus d'une centaine de bibliothèques autonomes et d'une dizaine de BCP.
Première province canadienne à se doter d’un ministère consacré à la culture, Québec se donne les moyens de mettre en place une véritable politique culturelle au cœur de laquelle se trouve une préoccupation pour les bibliothèques publiques, la lecture et le livre. La règlementation du domaine du livre en 1981 vise à assurer le développement du réseau des libraires du Québec, en faisant l’obligation aux bibliothèques subventionnées, publiques, collégiales et scolaires, d'acheter leurs livres dans des librairies agréées par le ministère des Affaires culturelles. La finalité de cette disposition est de promouvoir l’accessibilité du livre partout au Québec.
L’un des éléments majeurs de la politique de lecture publique des autorités québécoises est le plan Vaugeois, ministre des Affaires culturelles à partir de 1978. Ce plan quinquennal (1980-1985) prévoit un ensemble de mesures stimulantes pour les bibliothèques et pour les livres : construction et réaménagement des locaux de bibliothèques, allocation pour l'embauche de bibliothécaires professionnels et aide supplémentaire pour l'achat de livres.